# Ranking de Fair Play de la UEFA
La clasificación del Juego Limpio de la UEFA es una ordenación elaborada por este organismo futbolístico europeo y que tiene como objetivo premiar la deportividad y el juego limpio. El clasificatorio se elabora anualmente en función de las actuaciones de clubes y selecciones nacionales en las competiciones organizadas por la UEFA.

## Criterios de puntuación
Cada vez que se disputa un partido oficial organizado por la UEFA, ya sea entre clubes o selecciones nacionales, un delegado de este organismo otorga una serie de puntos, basándose en criterios de juego limpio como el número de amonestaciones recibidas. Al término de la temporada, que se desarrolla del 1 de junio al 31 de mayo, la suma total de las puntuaciones permite elaborar la clasificación final del juego limpio.
Los baremos sobre los que se basan las puntuaciones son:
- Tarjetas rojas y amarillas (deducción de un máximo de diez puntos)
- Juego positivo (máximo de diez puntos)
- Respeto al adversario (máximo cinco puntos)
- Respeto al árbitro (máximo de cinco puntos)
- Comportamiento de los delegados del equipo (máximo cinco puntos)
- Comportamiento de los espectadores (máximo cinco puntos)

## Ganadores de la clasificación del Juego Limpio de la UEFA
| Año  | País ganador | Equipo nominado | Sorteo     | Sorteo           | Sorteo          | Sorteo                  |
| Año  | País ganador | Equipo nominado | País       | Equipo nominado  | País            | Equipo nominado         |
| ---- | ------------ | --------------- | ---------- | ---------------- | --------------- | ----------------------- |
| 1995 | Noruega      | Viking FK       | Inglaterra | Leeds United     | Luxemburgo      | Avenir Beggen           |
| 1996 | Suecia       | Malmö FF        | Rusia      | CSKA Moscow      | Finlandia       | Jazz Pori               |
| 1997 | Noruega      | S.K. Brann      | Inglaterra | Aston Villa      | Suecia          | Örebro SK               |
| 1998 | Inglaterra   | Aston Villa     | Finlandia  | FinnPa Helsinki  | Noruega         | Molde F.K.              |
| 1999 | Escocia      | Kilmarnock      | Noruega    | Bodø/Glimt       | Estonia         | JK Viljandi Tulevik     |
| 2000 | Suecia       | IFK Norrköping  | Bélgica    | K. Lierse S.K.   | España          | Rayo Vallecano          |
| 2001 | Bielorrusia  | FC Shakhtyor    | Finlandia  | MyPa             | Eslovaquia      | FK Matador Púchov       |
| 2002 | Noruega      | SK Brann        | Inglaterra | Ipswich Town     | República Checa | SK Sigma Olomouc        |
| 2003 | Inglaterra   | Manchester City | Francia    | RC Lens          | Dinamarca       | Esbjerg fB              |
| 2004 | Suecia       | Östers IF       | Armenia    | FC MIKA          | Ucrania         | FC Illychivets Mariupol |
| 2005 | Noruega      | Viking FK       | Alemania   | FSV Maguncia 05  | Dinamarca       | Esbjerg fB              |
| 2006 | Suecia       | Gefle IF        | Bélgica    | K.S.V. Roeselare | Noruega         | SK Brann                |
| 2007 | Suecia       | BK Häcken       | Finlandia  | MyPa             | Noruega         | Lillestrøm SK           |
| 2008 | Inglaterra   | Manchester City | Alemania   | Hertha de Berlín | Dinamarca       | FC Nordsjælland         |